# شهرستان لسکنسکی
شهرستان لسکنسکی (به لاتین: Leskensky District) یک شهرستان در روسیه است که در کاباردینو-بالکاریا واقع شده‌است.